# Гроспюршюц
Гроспюршюц (нем. Großpürschütz) — община в Германии, в земле Тюрингия. 
Входит в состав района Заале-Хольцланд. Подчиняется управлению Зюдлихес Залеталь.  Население составляет 401 человек (на 31 декабря 2010 года). Занимает площадь 3,97 км².